# Stiftskirche St. Clara

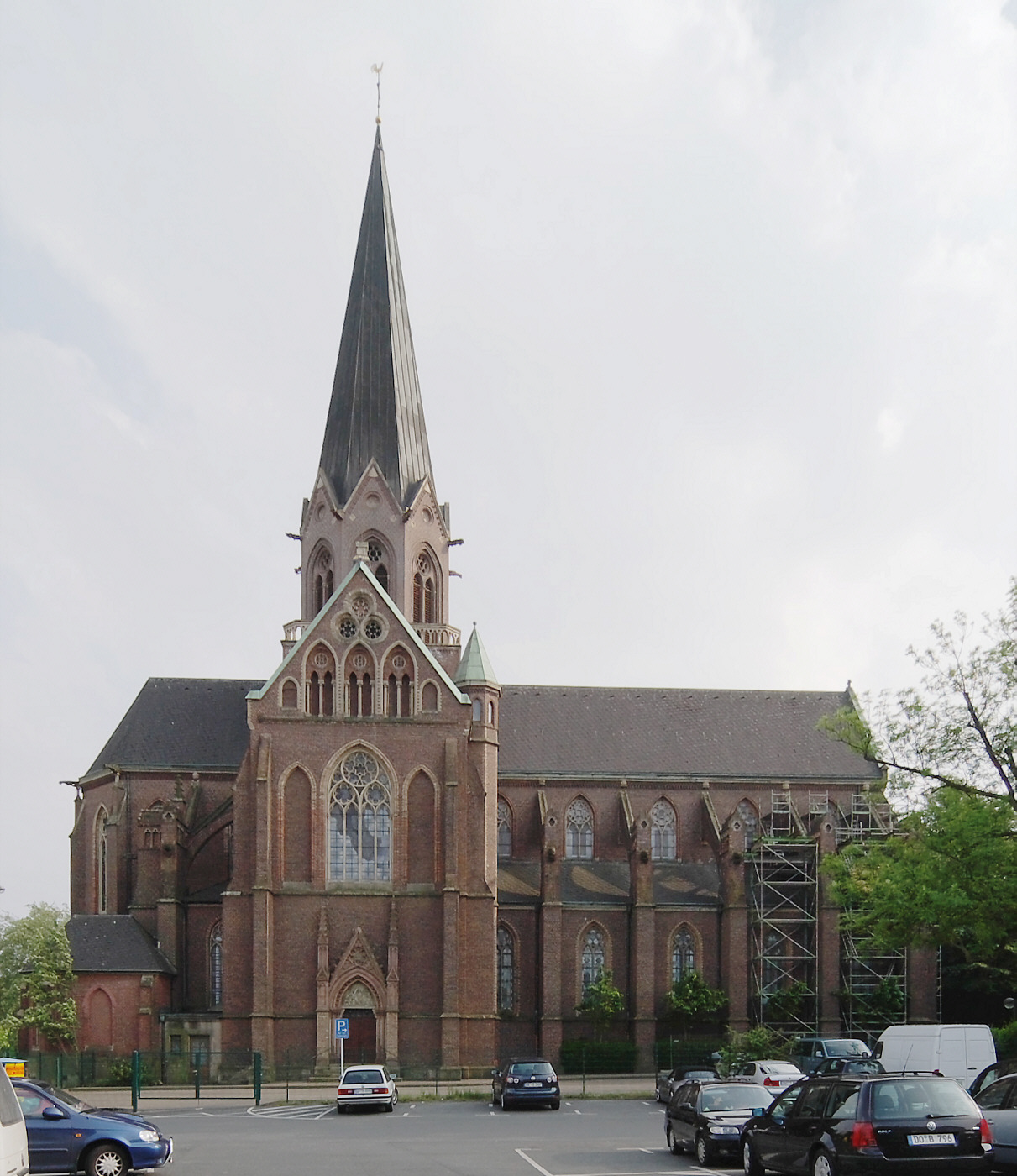
Der Ziegeldom zu Hörde, Ansicht von Norden

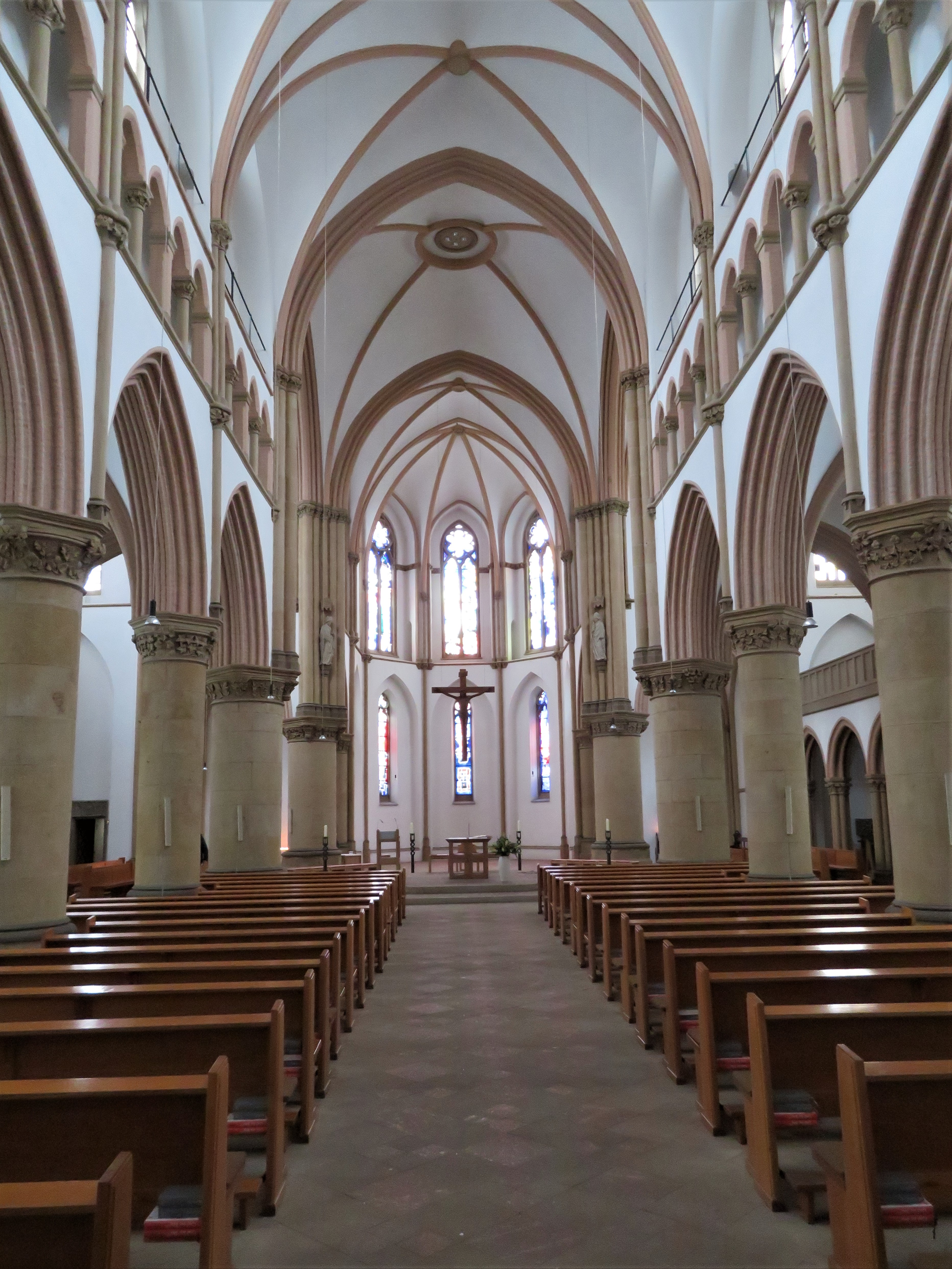
Blick zum Altar

Die Stiftskirche St. Clara ist eine römisch-katholische Kirche im Dortmunder Stadtteil Hörde.

## Geschichte
Die Kirche wurde als Nachfolgekirche der zum Kloster Clarenberg gehörenden ursprünglichen Stiftskirche erbaut. Nach Eröffnung des Hörder Eisenwerks durch Hermann Diedrich Piepenstock im Jahr 1840 verzeichnete die Stadt Hörde einen starken Zuzug katholischer Arbeiter. Die katholische Gemeinde entschloss sich gegen den Rat des westfälischen Landeskonservators, die alte Klosterkirche abzureißen.
Am 5. Mai 1863 wurde der Grundstein für die neue Kirche gelegt. Nach Plänen des Diözesanbaurats Arnold Güldenpfennig entstand ein neugotisches Ziegelbauwerk. Nach etwa zwei Jahren Bauzeit wurde die Kirche am 30. Mai 1865 geweiht. Aufgrund ihrer ca. zwei Millionen roten Ziegel wird sie auch Ziegeldom genannt.
Im Zweiten Weltkrieg wurden Kirche und Turm am 22. Mai 1944 durch Bomben weitgehend zerstört. Nach dem Krieg wurde die Kirche wiederhergestellt und zwischen 1985 und 1995 im Inneren umfangreich renoviert und modernisiert. Im Februar 1988 bekam der Turm seinen ursprünglichen Turmhelm zurück, nachdem er im Zweiten Weltkrieg zerstört und in der Nachkriegszeit in veränderter Form wiederaufgebaut worden war. 2009 erfolgte eine grundlegende Außenrenovierung.
Die modernen Glasfenster wurden von Wilhelm Buschulte geschaffen.

## Orgel

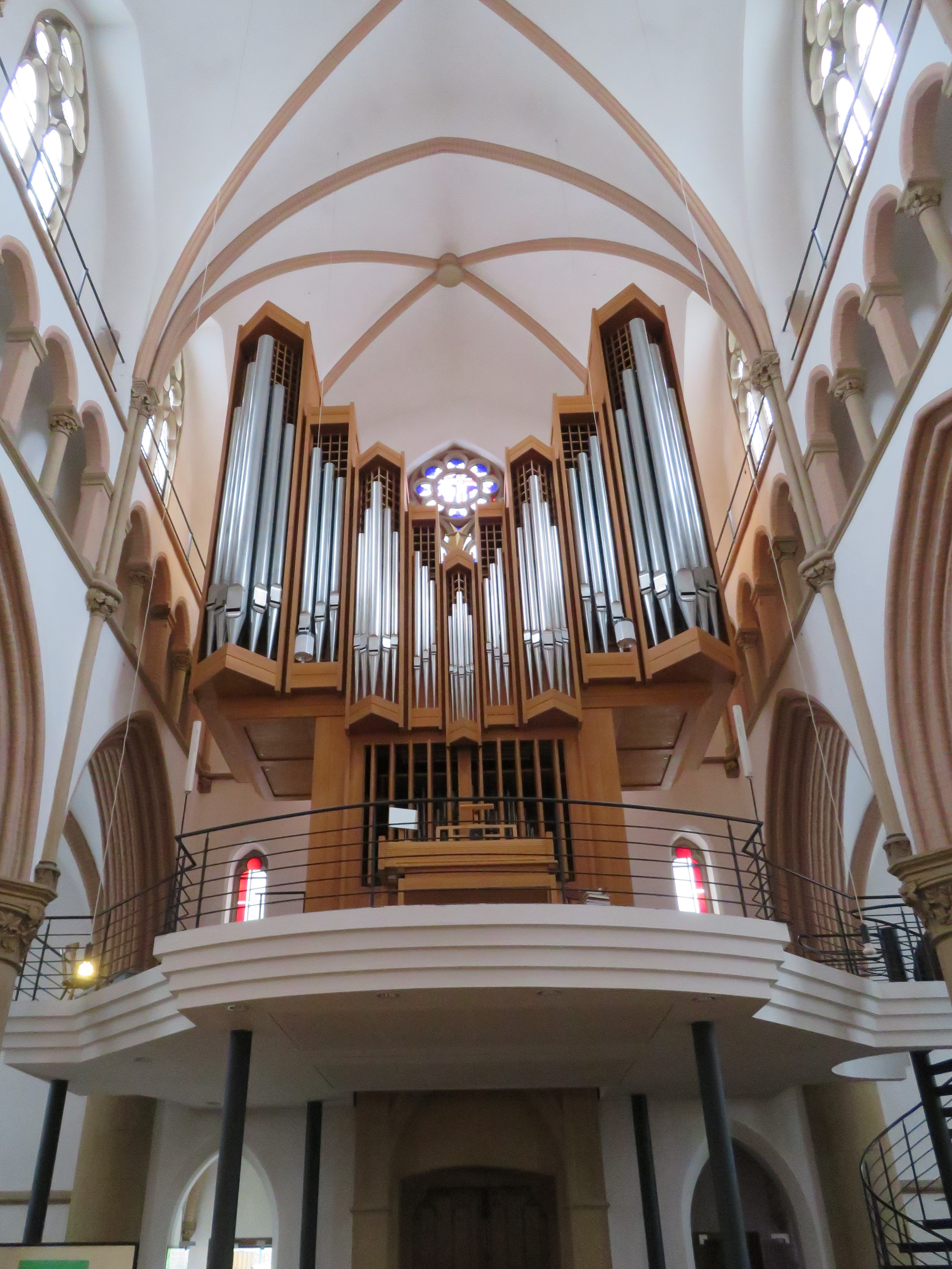
Prospekt der Stockmann-Orgel

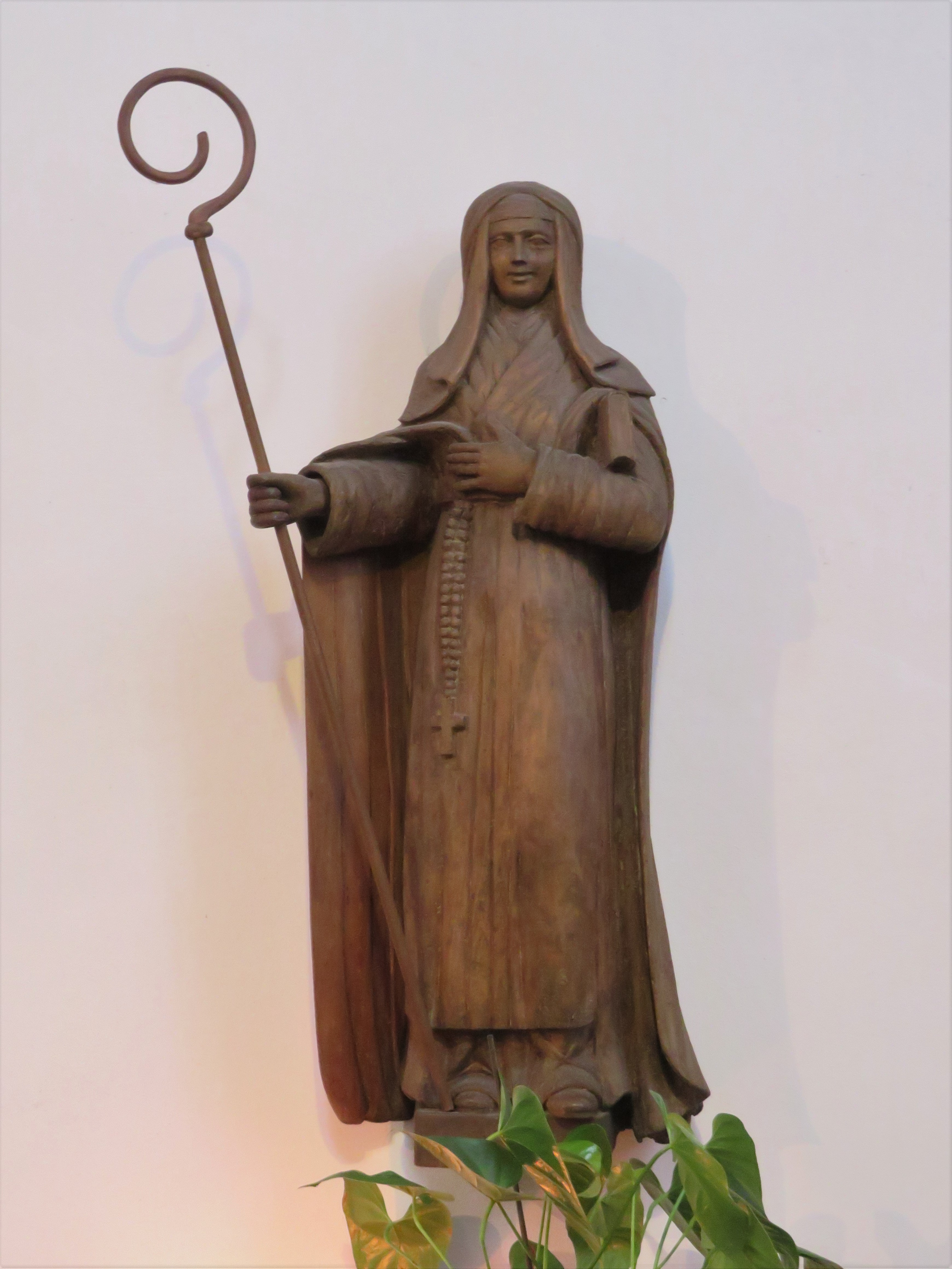
Holzstatue der Hl. Klara (16. Jh.)

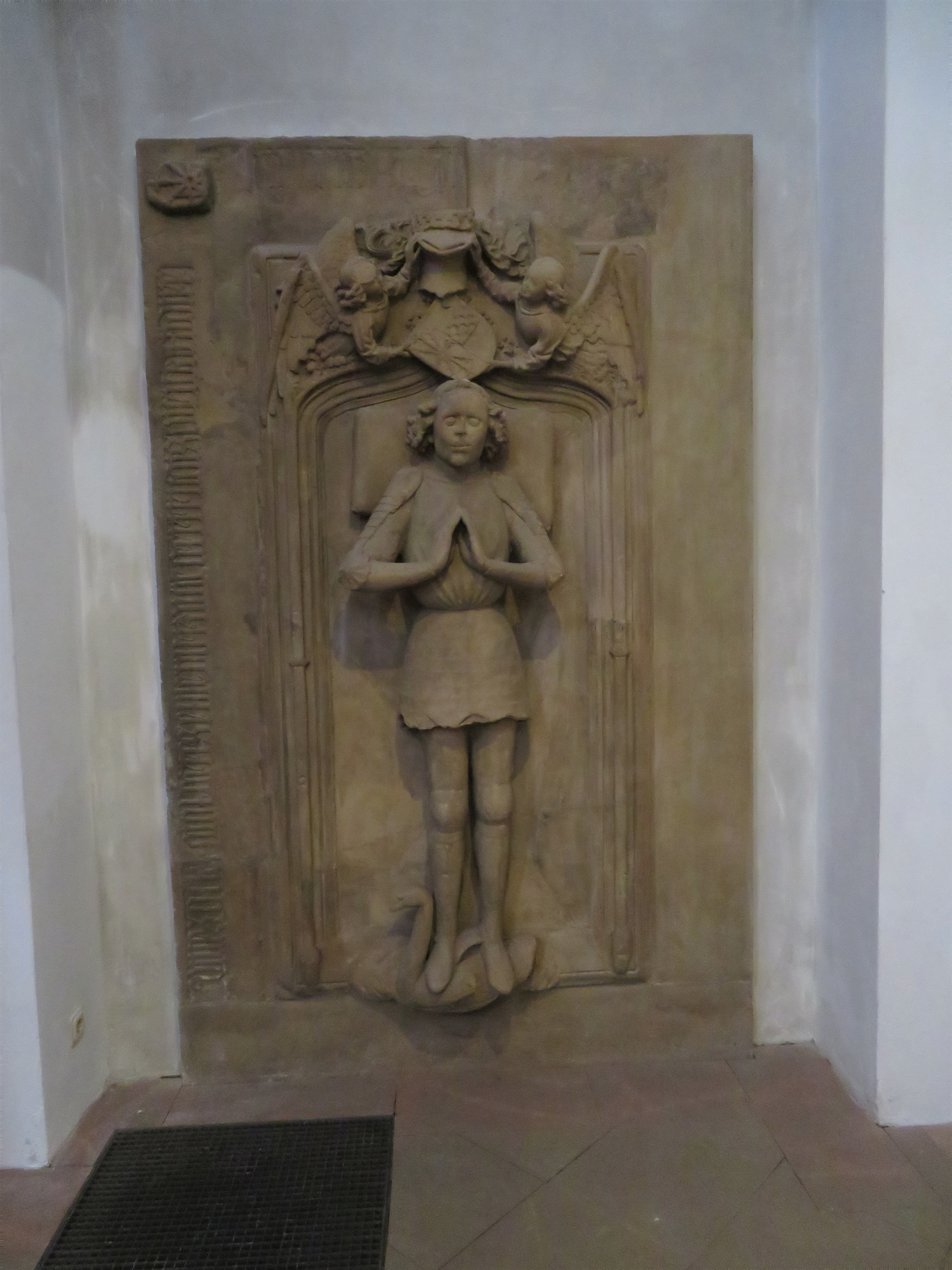
Epitaph des Grafen Diedrich von der Mark

Die Orgel aus der Werkstatt Gebrüder Stockmann in Werl wurde 1995 erbaut. Das Schleifladen-Instrument hat 36 Register auf zwei Manualen und Pedal. Die Spieltrakturen sind mechanisch, die Registertrakturen elektrisch. Das Instrument hat folgende Disposition:
| I Hauptwerk C–3 |       |
| Pommer          | 16′   |
| Praestant       | 08′   |
| Spillpfeife     | 08′   |
| Quintade        | 08′   |
| Oktave          | 04′   |
| Nachthorn       | 04′   |
| Sesquialtera II | 2 ⁄3′ |
| Quinte          | 2 ⁄3′ |
| Oktave          | 02′   |
| Waldflöte       | 02′   |
| Mixtur V        | 02′   |
| Zimbel IV       | 1 ⁄3′ |
| Trompete        | 08′   |
| Tremulant       |       |

| II Schwellwerk C–3 |       |
| Rohrgedackt        | 16′   |
| Prinzipal          | 08′   |
| Gedackt            | 08′   |
| Salicional         | 08′   |
| Vox coelestis      | 08′   |
| Prinzipal          | 04′   |
| Koppelflöte        | 04′   |
| Schwiegel          | 02′   |
| Quinte             | 1 ⁄3′ |
| Sifflöte           | 01′   |
| Scharff IV         | 01′   |
| Basson             | 16′   |
| Trompette harm.    | 08′   |
| Hautbois           | 08′   |
| Tremulant          |       |

| Pedal C–1   |       |
| Prinzipal   | 16′   |
| Subbass     | 16′   |
| Oktavbass   | 08′   |
| Gedecktbass | 08′   |
| Prinzipal   | 04′   |
| Mixtur IV   | 2 ⁄3′ |
| Posaune     | 16′   |
| Trompete    | 08′   |
| Clairon     | 04′   |

- Koppeln: II/I, I/P, II/P
- Spielhilfen: 2× 64-fache Setzeranlage

## Glocken
Der Vierungsturm trägt ein sehr klangvolles Stahlgeläut des Bochumer Vereins von 1954, Tonfolge cis′-e′-fis′-gis′. Die große Glocke ist den Hochfesten vorbehalten.
Die Kirche ist als Baudenkmal in die Denkmalliste der Stadt Dortmund eingetragen.

## Kirchengemeinde
Die Kirchengemeinde der Stiftskirche St. Clara ist mit einem Anteil von 32 % als Gesellschafterin an der Katholischen St. Lukas Gesellschaft mbH beteiligt, die das Katholische Krankenhaus Dortmund-West, das St.-Josefs-Hospital in Hörde, das St.-Rochus-Hospital in Castrop-Rauxel sowie die St.-Lambertus-Pflegeeinrichtungen in Castrop-Rauxel betreibt.

## Sonstiges
Als ein typischer Kirchenbau des 19. Jahrhunderts im Ruhrgebiet zählt die Stiftskirche St. Clara zu den Stationen des 2013 ausgewiesenen Themenweges Nr. 26 Sakralbauten des touristischen Netzes der Route der Industriekultur. 